# Florianópolis
Florianópolis è una città del Brasile, capitale dello Stato di Santa Catarina, parte della mesoregione della Grande Florianópolis e della microregione di Florianópolis.
Si trova nella parte orientale dello Stato ed è bagnata dall'Oceano Atlantico. Fondata nel 1726 col nome di Nossa Senhora do Desterro, in italiano Nostra Signora degli Emigranti (letteralmente: dell'esilio), la città venne rinominata nel 1894 in onore di Floriano Peixoto, capo del governo che pose fine alla Rivoluzione Federalista.
La città è comunemente conosciuta con il nomignolo di Floripa e vanta il riconoscimento statistico di capitale brasiliana con la migliore qualità della vita e indice di sviluppo umano (0,955 nel 2001). L'isola sulla quale sorge vanta circa cento spiagge di vario tipo. Le attività principali sono turismo, servizi, università, informatica.

## Geografia fisica

### Territorio
Florianópolis è una delle tre capitali di stato brasiliane che sorgono su un'isola (le altre sono Vitória e São Luís).
Il territorio del comune, che comprende, oltre all'isola di Santa Catarina, una parte continentale, è suddiviso in 12 distretti. L'isola ha forma allungata e stretta, parallela al continente da cui è separata da un canale largo circa 500 m, ed è lunga circa 54 km per una larghezza di 18 km.
Sull'isola sono presenti rilievi montuosi che arrivano fino ai 532 m del Morro do Ribeirão e alcune lagune, la più grande delle quali è la Lagoa da Conceição. La costa orientale, che si affaccia sull'Atlantico, è molto esposta al vento, per questo è ricca di dune e rinomata dai surfisti.

### Clima
Florianópolis presenta il tipico clima del litorale sud-brasiliano, da un punto di vista climatico si può individuare un periodo caldo e uno mite.
Nel mese più caldo (dicembre) la temperatura media è di 25 °C e in quello più freddo (agosto) di 16 °C, con una temperatura media annua (tra le minime e le massime giornaliere) intorno ai 20,5 °C.
La temperatura più bassa registrata in città è stata di 0,7 °C nel 1975 e quella massima di 39 °C.
Data la vicinanza al mare l'umidità relativa dell'aria è in media dell'82%.
Le precipitazioni sono abbondanti e ben distribuite durante l'anno e non esiste una stagione secca,
anche se l'estate (gennaio-marzo) presenta una probabilità di piogge più elevata (160 mm al mese) rispetto al periodo aprile-dicembre (100 mm al mese).
| Mese                               | Mesi  | Mesi  | Mesi  | Mesi  | Mesi  | Mesi  | Mesi  | Mesi  | Mesi  | Mesi  | Mesi  | Mesi  | Stagioni | Stagioni | Stagioni | Stagioni | Anno  |
| Mese                               | Gen   | Feb   | Mar   | Apr   | Mag   | Giu   | Lug   | Ago   | Set   | Ott   | Nov   | Dic   | Est      | Aut      | Inv      | Pri      | Anno  |
| ---------------------------------- | ----- | ----- | ----- | ----- | ----- | ----- | ----- | ----- | ----- | ----- | ----- | ----- | -------- | -------- | -------- | -------- | ----- |
| T. max. media (°C)                 | 28,2  | 27,4  | 25,6  | 23,4  | 21,0  | 20,2  | 20,1  | 20,8  | 22,1  | 23,9  | 26,0  | 24,7  | 26,8     | 23,3     | 20,4     | 24,0     | 23,6  |
| T. min. media (°C)                 | 21,2  | 20,5  | 18,5  | 16,0  | 13,5  | 13,0  | 13,3  | 14,1  | 15,6  | 17,5  | 19,4  | 17,9  | 19,9     | 16,0     | 13,5     | 17,5     | 16,7  |
| T. max. assoluta (°C)              | 38,2  | 38,8  | 33,1  | 31,7  | 30,6  | 30,0  | 31,8  | 31,1  | 28,8  | 29,9  | 33,0  | 35,6  | 38,8     | 33,1     | 31,8     | 33,0     | 38,8  |
| T. min. assoluta (°C)              | 14,6  | 15,4  | 10,2  | 7,7   | 5,3   | 2,2   | 1,5   | 4,0   | 0,7   | 9,1   | 9,4   | 12,5  | 12,5     | 5,3      | 1,5      | 0,7      | 0,7   |
| Precipitazioni (mm)                | 195   | 189   | 164   | 96    | 83    | 71    | 80    | 81    | 116   | 127   | 116   | 144   | 528      | 343      | 232      | 359      | 1 462 |
| Giorni di pioggia                  | 12    | 13    | 12    | 8     | 7     | 8     | 8     | 8     | 11    | 11    | 11    | 11    | 36       | 27       | 24       | 33       | 120   |
| Umidità relativa media (%)         | 81    | 82    | 82    | 82    | 83    | 83    | 84    | 83    | 83    | 81    | 80    | 80    | 81       | 82,3     | 83,3     | 81,3     | 82    |
| Eliofania assoluta (ore al giorno) | 201,1 | 185,1 | 194,1 | 195,1 | 185,0 | 163,2 | 169,5 | 152,6 | 129,4 | 159,1 | 173,9 | 188,7 | 191,6    | 191,4    | 161,8    | 154,1    | 174,7 |

### Spiagge

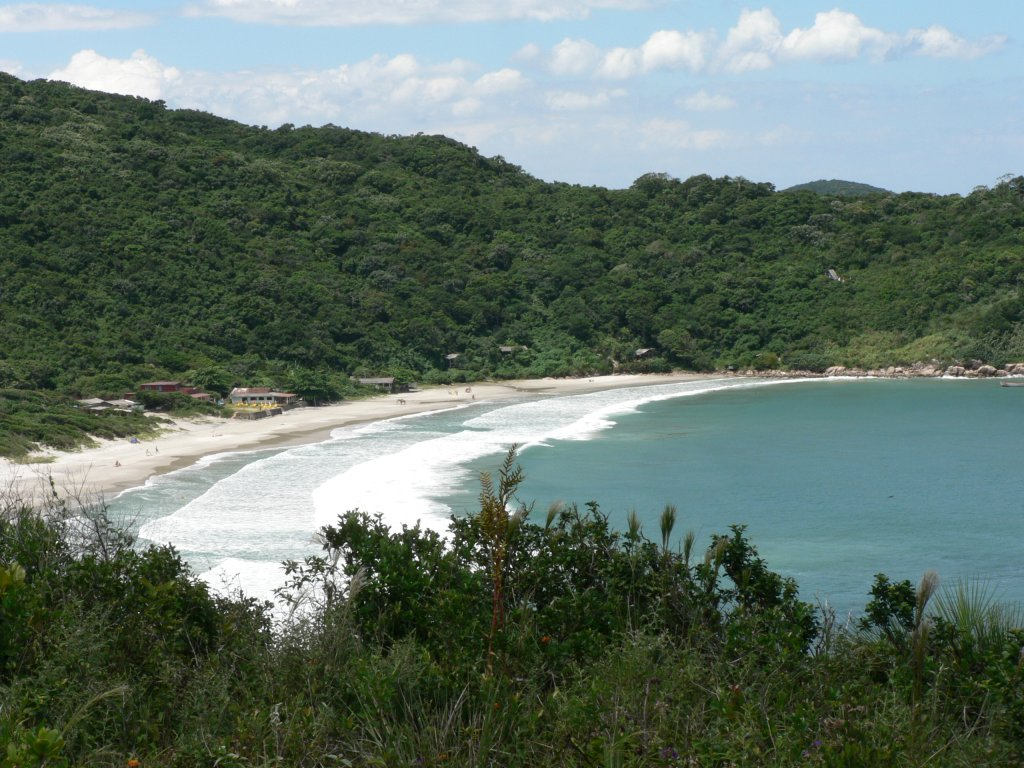
Spiaggia dei naufraghi

Florianópolis era considerata la città delle 42 spiagge, come recitava uno slogan del municipio, ma in seguito all'istituzione, nel 1977,
del catasto municipale (Instituto de Planejamento Urbano de Florianópolis), se ne catalogarono oltre 100.
Attualmente non tutte le spiagge sono balneabili.

### Isole
Il comune di Florianópolis, oltre a Santa Catarina, comprende altre 39 isole.

## Storia

### Epoca precolombiana
Le tracce più antiche della presenza umana riguardano il cosiddetto Uomo di Sambaquì, di cui si hanno ritrovamenti
risalenti al 4800 a.C. Numerose sono le incisioni rupestri e sono state ritrovate cave per la costruzione di strumenti in pietra.
Gli abitanti della regione, all'epoca dello sbarco degli esploratori europei, erano gli indios carijós, di origine tupi-guaraní, che praticavano l'agricoltura, la pesca e la raccolta di molluschi.
Essi chiamavano l'isola Meiembipe "la montagna lungo il mare",
mentre lo stretto che la separa dal continente era chiamato Y-Jurerê-Mirim, "piccola bocca d'acqua".

### Secoli XVI e XVII

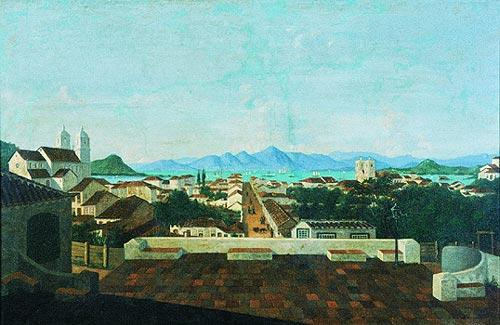
Quadro di Victor Meirelles che mostra la città a metà del secolo XIX

Già all'inizio del secolo XVI, le imbarcazioni dirette al Bacino del Prata attraccavano sull'Isola di Santa Catarina (così denominata dall'esploratore Sebastiano Caboto nel 1526) per rifornirsi di acqua e viveri.
Nel 1673 il Bandeirante Francisco Dias Velho, proveniente dalla zona di San Paolo, inviò il fratello José Dias Velho con oltre cento indios sull'isola per
poi raggiungerlo due anni dopo e costruire una chiesa dedicata alla Nossa Senhora do Desterro, in italiano la Madonna degli Emigranti, nel sito
dove oggi sorge la Cattedrale.
Il sito fa parte dell'insediamento di Laguna, il più antico dell'isola.
Nel 1678 Francisco Dias Velho fa domanda alla capitania di San Paolo per ottenere le terre circostanti.
Nel 1687, Dias Velho catturò una nave pirata che aveva cercato riparo nell'isola, confiscandone il carico d'argento a nome della Fazenda Real. Due anni dopo, i pirati, che erano stati lasciati liberi, si vendicarono attaccando
di sorpresa, nella notte, i circa 400 abitanti e provocando la morte di Dias Velho.
Il sito venne quasi del tutto abbandonato.

### Secolo XVIII
In un rapporto del 1720, l'ouvidor, magistrato reale, Rafael Pires Pardinho trovò solamente 27 case sull'isola e sulla parte continentale.
Il 23 marzo 1726, Nossa Senhora do Desterro o semplicemente Desterro diventa un villaggio indipendente da Laguna.
Nel 1738 il territorio catarinense diventa una Capitania a sé, separandosi da quella di San Paolo e l'isola, strategica per la sua posizione di avanguardia dei domini portoghesi nel Brasile meridionale,
viene trasformata in presidio militare e fortificata sotto la supervisione del governatore José da Silva che iniziò la costruzione della Casa del Governo, della Cattedrale, dove sorgeva la prima chiesa, e di quattro fortificazioni a difesa della città.
A partire dal 1748 cominciano ad arrivare sull'isola un gran numero di migranti dalle Azzorre, incentivati a raggiungere il Brasile dalla Corona Portoghese par alleviare il sovraffollamento delle isole e popolare le colonie dell'America del sud.
Nel 1777, l'isola fu presa dagli spagnoli per poi essere restituita alla Corona Portoghese in base al trattato di San Ildefonso.
Con l'arrivo di nuova manodopera prosperano l'agricoltura e l'industria manifatturiera di cotone e lino, rimanendo ancora oggi tracce di questo passato nella preparazione artigianale della farina di manioca e nella renda de bilro (merletto a fuselli).
Nello stesso periodo, a metà del secolo XVIII, fiorisce la caccia alla balena con la costruzione delle armações, le fabbriche per lavorarne la carne, con l'Armação da Piedade (nel comune di Governador Celso Ramos) e l'Armação do Pântano do Sul (in Florianópolis).
L'olio di balena era commercializzato per conto della Corona fuori da Santa Catarina, non portando benefici economici alla regione.

### Secolo XIX
Nel XIX secolo, Desterro fu elevata al rango di città; diventa capitale della provincia di Santa Catarina nel 1823, inaugurando un periodo di prosperità, grazie all'investimento di risorse federali.
Si progettò il miglioramento del porto, la costruzione di edifici pubblici e altre opere pubbliche.
La modernizzazione politica e l'organizzazione di attività culturali furono messe in evidenza in particolare in seguito ai preparativi per la visita dell'Imperatore Pietro II (1845),
il quale, nell'ottobre dello stesso anno, ancorò l'imbarcazione imperiale nei pressi dell'isola e rimase nel catarinense per circa un mese.
In questo periodo, l'Imperatore visitò varie volte la chiesa locale, l'odierna Cattedrale Arcidiocesana, passando per le vie della città e, nella "Casa del Governo", concedeva il "bacia mano".
Nel 1891, quando il maresciallo Deodoro da Fonseca, in seguito alla Rivolta dell'Armada, si dimise dalla presidenza della neonata Repubblica Brasiliana, il vicepresidente Floriano Peixoto assunse il potere, senza però convocare le elezioni, come prescritto dalla Costituzione appena entrata in vigore.
La conseguenza fu due rivolte: la 2ª Rivolta dell'Armada e la Rivoluzione Federalista (patrocinata dai Gaucho del sud del Brasile).
Le due insurrezioni si propagarono anche a Desterro, appoggiate dai catarinensi, tra cui Elesbão Pinto da Luz ma Floriano Peixoto ne mise in prigione i capi, lasciando il dominio della città ai simpatizzanti del presidente, che, in suo onore, daranno alla capitale il nome di Florianópolis, ossia, "città di Floriano".
I rivoltosi, in seguito, verranno fucilati nella fortezza di Santa Cruz di Anhatomirim, un'isoletta nei pressi di Santa Caterina.

### Secolo XX
La città, all'inizio del XX secolo, subì profonde trasformazioni.
Fu costruita la rete elettrica, l'acquedotto, la rete fognaria e il ponte Hercílio Luz, per il collegamento con il continente.
Inoltre, nel 1943 fu annessa al comune una parte continentale, precedentemente appartenente alla vicina São José.
Nel 1960 fu creata l'Universidade de Santa Catarina, che riuniva istituti e facoltà isolati già presenti sul territorio. Nel 1969 essa assunse la denominazione attuale di Università federale di Santa Catarina. Situata nel quartiere Trindade, è una delle migliori del paese. Ha attualmente quasi trentamila studenti e undici facoltà (Centros), offrendo 62 corsi di baccalaureato (Graduação), 48 di laurea specialistica (Mestrado) e 33 di dottorato.
Alla fine del XX secolo — principalmente negli ultimi trent'anni — l'isola ha sperimentato l'affluenza di nuova manodopera, iniziata con il trasferimento della sede della compagnia elettrica Eletrosul da Rio de Janeiro al centro dell'isola, con sede nel quartiere Pantanal.
Verranno costruiti due nuovi ponti con il continente: il ponte Colombo Salles e il ponte Pedro Ivo Campos.
Anche i quartieri più lontani dal centro saranno oggetto di intensa urbanizzazione e ne sorgeranno di nuovi, come il Jurerê Internacional, abitato dai cittadini più facoltosi.

## Società

### Evoluzione demografica
Florianópolis conta 409 000 abitanti (dato IBGE 2006), la maggioranza dei quali sono discendenti dei colonizzatori europei, soprattutto portoghesi dalle Azzorre (giunti nel XVIII secolo) e poi tedeschi e italiani (giunti nel XIX secolo).
Durante il periodo estivo (dicembre-febbraio) la popolazione triplica, grazie all'arrivo di turisti.
Il distretto più popoloso è il distretto sede con 215 000 abitanti (2001). Etnicamente, il 90% della popolazione è bianca caucasica, il 9% è meticcia, lo 0,9% è nera mentre il restante 0,1% è costituito da altre varie etnie quali amerindi e asiatici: si registra nella città una sempre più crescente immigrazione dalle zone nordorientali del paese e da altri stati dell'America Meridionale.
L'economia è basata principalmente su commercio, servizi pubblici, industria di trasformazione e turismo.
Ultimamente stanno avendo grande sviluppo anche i settori immobiliare, dell'abbigliamento e dell'informatica.
Lo sviluppo economico sta portando un incremento dell'edilizia civile, in particolare nel nord dell'isola, nei distretti di Jurerê, Jurerê Internacional, Canasvieiras e Ingleses.
Il PIL della città è stato nel 2005 di 8259393 R$, con un reddito procapite di 69776 R$.

### Istruzione
- Università Federale di Santa Catarina (UFSC);
- Università dello Stato di Santa Catarina (UDESC);
- Complesso di Insegnamento Superiore di Santa Catarina (CESUSC);
- Università del Sud di Santa Catarina (UNISUL);
- Università della Valle dell'Itajaí (UNIVALI);
- Facoltà Estácio de Sá;
- Istituto Federale di Educazione, Scienza e Tecnologia di Santa Catarina (IFSC);

## Turismo
Il turismo è cresciuto in modo significativo negli ultimi 10 anni con l'incremento di visitatori dalle principali città
brasiliane, come Porto Alegre, Curitiba, San Paolo e Rio de Janeiro, e dal resto del sud America, in particolare dall'Argentina, grazie a voli diretti giornalieri da Buenos Aires.
Da qualche anno cominciano ad arrivare anche turisti dagli Stati Uniti e dall'Europa.

## Monumenti e luoghi d'interesse
Oltre alle numerose spiagge, la città offre attrazioni storico-culturali, come le iscrizioni rupestri pre-colombiane (costa "do Santinho" e isola "do Campeche") o i luoghi delle prime colonizzazioni azzoriane (Ribeirão da Ilha, Lagoa da Conceição, Santo Antônio de Lisboa ed il centro con la piazza XV Novembre).
- Ponte Hercílio Luz
- Largo da Alfândega
- Mercado Público Municipal
- Piazza XV Novembre
- Cattedrale Metropolitana
- Palazzo Cruz e Souza
- Mirante do Morro da Lagoa
- Costa da Lagoa

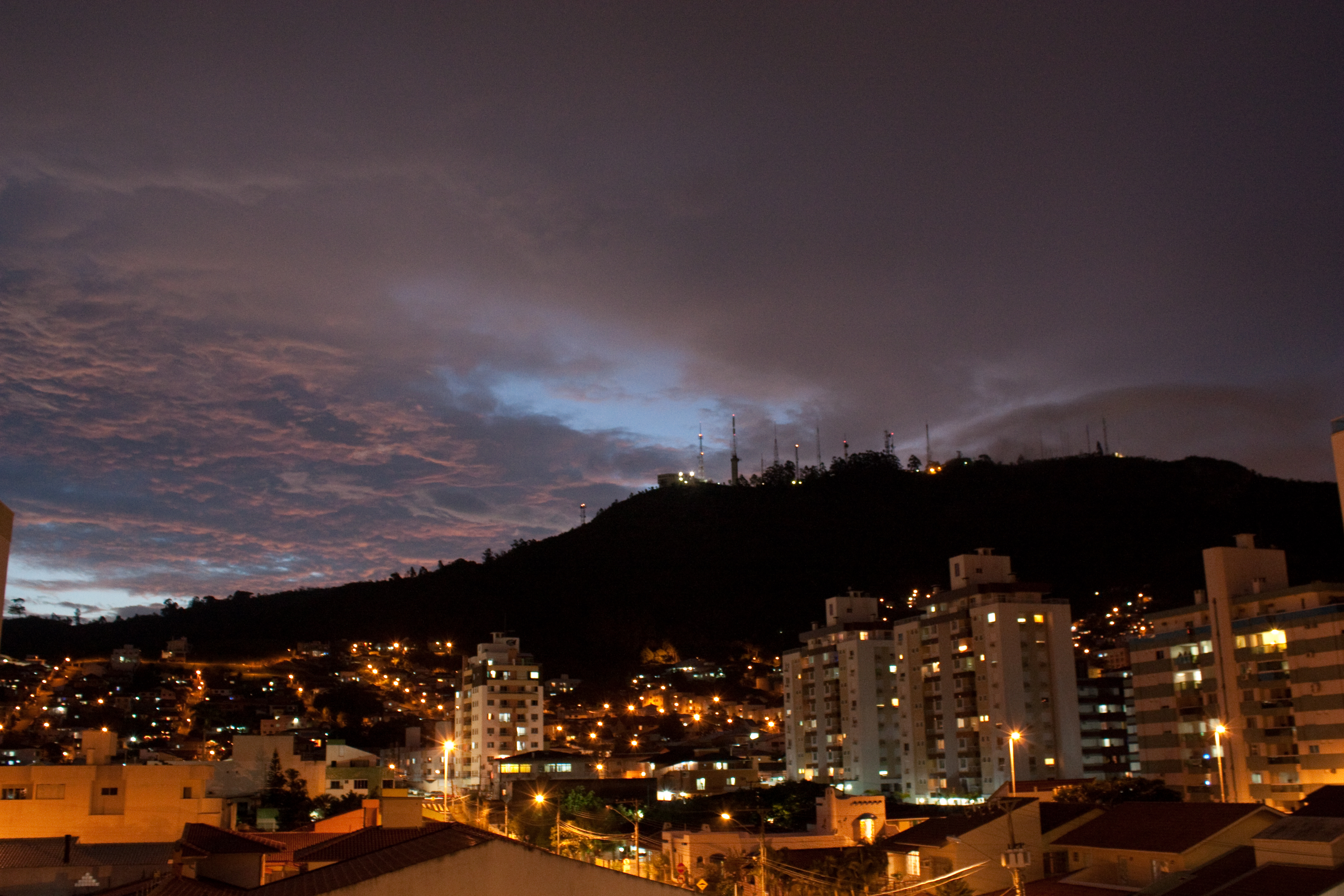
Veduta notturna

- Iscrizioni rupestri di "Costão do Santinho"
- Isola del Campeche
- Santo Antônio de Lisboa
- Ribeirão da Ilha

## Cultura
Il tratto culturale dominante è quello portato dagli immigrati dalle Azzorre nel XVIII, osservabile negli edifici, nell'artigianato, nel folclore, nella cucina e nelle tradizioni religiose.

## Infrastrutture e trasporti
La città è servita dall'Aeroporto Internazionale Hercílio Luz.

## Sport
Una delle squadre di calcio più popolari è il Figueirense, che nel 2007 partecipa al Campeonato Brasileiro Série A. Altra squadra di calcio è l'Avaí FC, che dal 2009 partecipa alla Série A.
Uno dei più grandi tennisti della storia, Gustavo Kuerten, ex numero uno del ranking mondiale e campione del Roland Garros per tre anni nel 1997, 2000, 2001 ha avuto i suoi natali proprio in questa ridente città. Dal 2013 si tiene qui anche un torneo tennistico importante per il Wta